# Asura nebulosa
Asura nebulosa är en fjärilsart som beskrevs av Moore 1878. Asura nebulosa ingår i släktet Asura och familjen björnspinnare. Inga underarter finns listade i Catalogue of Life.